# Isonychia guixiensis
Isonychia guixiensis is een haft uit de familie Isonychiidae. De wetenschappelijke naam van de soort is voor het eerst geldig gepubliceerd in 1992 door Wu & Gui.
De soort komt voor in het Palearctisch gebied.